# Камул
Камул (Camulus) — божество войны у галльского племени ремов, жившего на территории нынешней Бельгии. Римляне ассоциировали изображавшегося обычно в доспехах и с шлемом Камула с Марсом. Имя Камула входило в состав названий городов и лиц: Andecamulum (позже Рансон), Camulius.
Следы его культа также есть в Великобритании: например, в названии города Камулодунум (ныне Колчестер) и, вероятно, легендарного города Камелот.
Кунобелинус, вождь катувеллаунов и, по Светонию, Britannorum rex (царь Британии), сделал Камулодунум своей столицей после победы над местным племенем триновантов. Он начал чеканить там монету (которую до сих пор можно найти в этой местности). После его смерти в 42 г. н. э. его сыновья проиграли войну с Римом, и император Клавдий попытался утвердить свою власть над Британией.
В его честь назван кратер Камул на спутнике Юпитера Европе. Группа Therion посвятила Камулу песню «The Leaf on the Oak of Far» на альбоме Leviathan.